# MARPAT

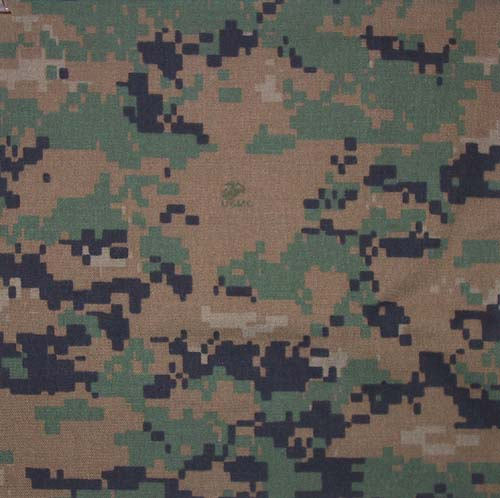
Das MARPAT-Digitaltarnmuster in der Variante Woodland

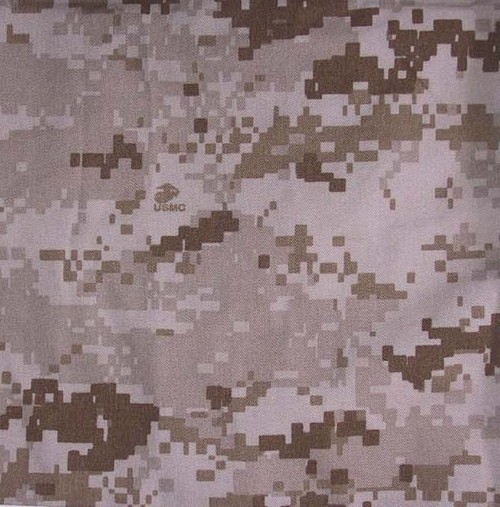
Das MARPAT-Digitaltarnmuster in der Variante Desert

MARPAT (Abkürzung für MARine PATtern), oder Marpat, war nach dem kanadischen CADPAT das weltweit zweite computerunterstützt entwickelte Digitaltarnmuster, das seit 2004 vom United States Marine Corps verwendet wird, und in leicht abgewandelter Form auch von der United States Army sowie der US Air Force verwendet wurde. Bereits nach kurzer Zeit zeigte das Muster im Kampfeinsatz große Schwächen und wurde beim Heer seit 2010 von dem Tarnmuster MultiCam, beziehungsweise seit 2015 von dem mit MultiCam eng verwandten Operational Camouflage Pattern (OCP), das seit 2018 auch die Air Force sowie die 2019 gegründete United States Space Force verwenden, schrittweise ersetzt.

## Theorie und Praxis
Das Muster beinhaltete viele farbige, am Computer gemischte Pixel, die in der Theorie eine weitaus effektivere Tarnung ermöglichen sollten als die bis dahin genutzten militärischen Muster. Die Verantwortlichen hofften, durch die am Rechner generierte pixelige Darstellung eine größere Vermischung von Farben zu erreichen und damit die Tarnleistung im Gelände zu verbessern. MARPAT ist eine eingetragene Handelsmarke des US Marine Corps.
Die United States Army sowie Teile der US Air Force haben das dort 2004 eingeführte und nur kurzfristig genutzte Digitaltarnmuster „Universal Camouflage Pattern“ (UCP) schnell wieder abgeschafft, da es sich im Kampfeinsatz als völlig unzureichend erwies. Das "verhasste" UCP-Pixelmuster war zuletzt zur Zielscheibe des Spottes in der US-Armee geworden. Seit Sommer 2015 findet daher das auf klassischen Tarnmustern basierende Operational Camouflage Pattern (OCP) erneut seine Verwendung. nachdem 2010 bereits die in den Afghanistankrieg geschickten Soldaten mit einem dem OCP zum Verwechseln ähnlichen Tarnstoff, dem MultiCam, ausgerüstet worden waren.

## Entwicklung
Seit 1981 verwendeten die US-Streitkräfte eine Weiterentwicklung des bereits 1948 vom U.S. Army Engineer Research and Development Laboratory (ERDL) vorgestellten Buntfarbenaufdruck „Lime ERDL Pattern“. Dieses Muster wurde als „M81 Woodland“ bezeichnet und kam bei der Battle Dress Uniform (BDU) zum Einsatz.
Unter Federführung der US-Marineinfanterie begann die Entwicklung eines neuen Tarnmusters, das eine kleinflächigere Fleckenverteilung aufweisen sollte. Aus einer ersten Auswahlrunde der US-Marineinfanterie mit 150 Mustern kamen drei in die engere Auswahl. Bei zwei davon handelte es sich um Weiterentwicklungen der so genannten „Tigerstreifen“, die die USA und Südvietnam für den Einsatz im Vietnamkrieg entwickelt hatten. Das dritte Tarnmuster war aus einer britischen Tarnung hervorgegangen, die noch für den Kolonialkriegsschauplatz Rhodesien entwickelt worden war. Diese Muster und die verwendeten Farben wurden mit dem Ziel weiter modifiziert, sie in möglichst vielfältigen Umgebungen effektiv einsetzen zu können. Der Patentschrift zufolge wurden für die Entwicklung des letztlich übernommenen Musters Forschungen zu fraktalen Grafiken verwendet.
Bei den folgenden theoretischen Tests bewährte sich das Marpat-Muster insbesondere dadurch, dass die nasse Uniform bei nächtlichem Einsatz und Infrarotbeleuchtung und durch Nachtsichtgeräte betrachtet ihre Tarneigenschaft behielt.
In den USA und Kanada kam es zunächst zu einer Debatte, ob das amerikanische MARPAT-Muster zumindest teilweise vom kanadischen CADPAT-Tarnmuster inspiriert wurde. Kanadische Industrie- und Regierungsangestellte werfen den USA vor, illegal CADPAT kopiert zu haben, aber die Amerikaner behaupten, ihr Muster unabhängig vom kanadischen erfunden zu haben.

## Heutige Verwendung

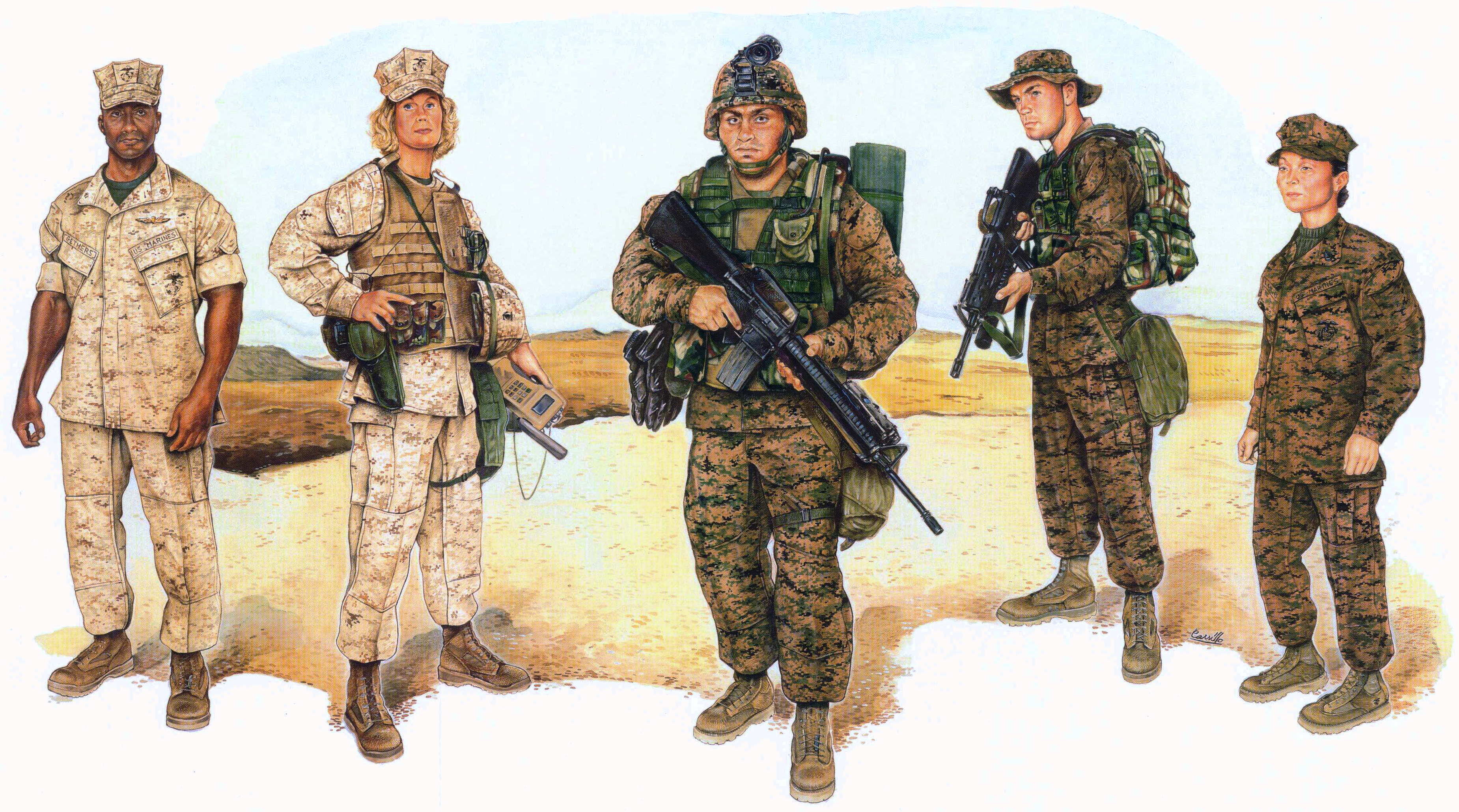
MARPAT-Kampfanzüge

Die ersten Ausrüstungsgegenstände mit MARPAT-Druck wurden Ende 2002 an die US-Marineinfanterie ausgegeben. Zu Beginn des Irakkriegs Ende März 2003 war die neue Tarnung jedoch noch kaum verbreitet.
Inzwischen gibt es drei MARPAT-Muster: Woodland (Waldlandschaft), Desert (Wüste) und Urban (städtisch). Seit 2004 werden das Woodland- und das Desert-Muster im größeren Umfang verwendet, das Urban-Muster ist derzeit noch in der Entwicklungsphase. Bei Einführung des MARPAT traf es auf einigen Widerstand im USMC.